# Thyridia ceto
Thyridia ceto är en fjärilsart som beskrevs av Felder 1865. Thyridia ceto ingår i släktet Thyridia och familjen praktfjärilar. Inga underarter finns listade i Catalogue of Life.